# Середньовічний театр

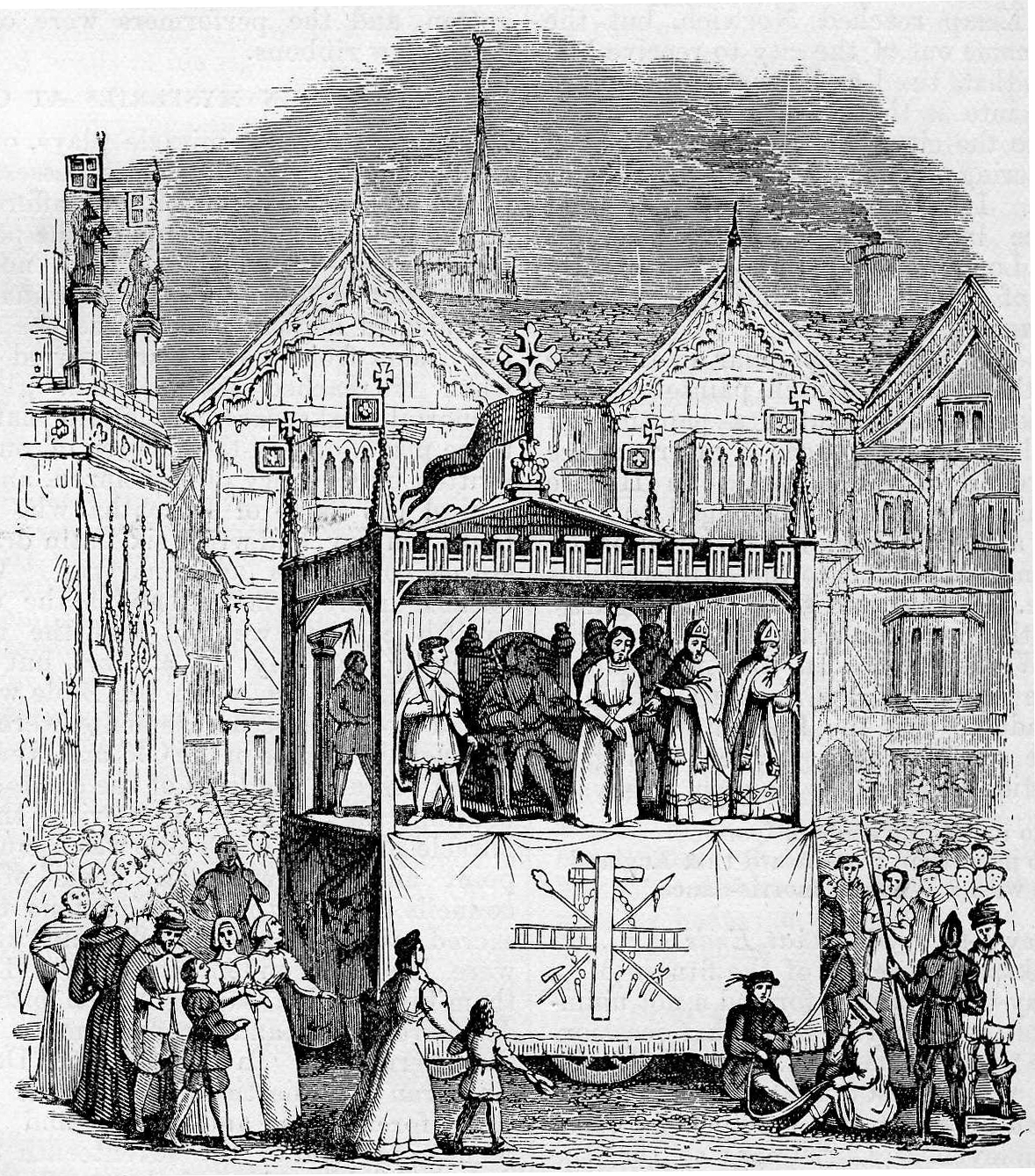
гравірування XIX століття Честерського циклу містерій.

Середньовічний театр позначає театралізовані вистави в Західній Європі в період між падінням Західної Римської імперії в 5 столітті н. е. і початком Відродження приблизно в 15 столітті н. е. Середньовічний театр охоплює всі драми (постановки), створені в Європі за тисячу років, і стосується різних жанрів, у тому числі літургійної драми, містерії, мораліте, фарсів і маскарадів. Починаючи з Гросвіти з Гандерсхайму в 10 столітті, середньовічна драма була здебільшого дуже релігійною і моральною за темами, постановкою і традиціями. Найбільш відомі приклади з середньовічної п'єси є англійські цикли драм, Йоркські містерії, Честерські містерії, Вейкфілдські містерії і Містерії міста N, а також мораліте «Обиватель». Одним з найбільш ранніх збережених прикладів світських п'єс англійською мовою є «Інтерлюдія про студента і дівчину» (бл. 1300 р.).
Через відсутність збережених записів і текстів, низького рівня грамотності населення, і спротиву духовенства деяким видам постановок, існує мало збережених джерел про середньовічну драму раннього і високого Середньовіччя. А от в кінці періоду, драма і театр стали більш світськими і збереглося більше записів про п'єси та вистави.

## Театр Раннього Середньовіччя

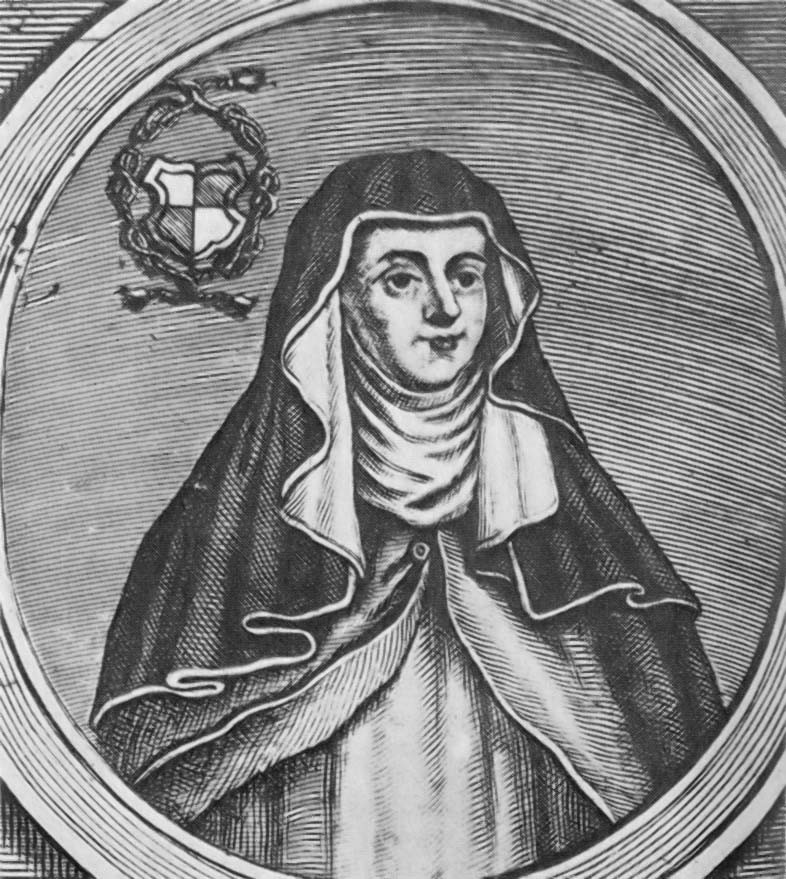
Hrosvitha в Гандерсхайме, перший драматург пост-класичної епохи.

Зіткнувшись з проблемою пояснення нової релігії в основному неграмотному населенню, церква в ранньому Середньовіччі стала створювати театралізовані варіанти конкретних біблійних подій у певні дні року. Ці інсценування були включені для того, щоб оживити щорічні урочистості; символічні об'єкти і дії (облачення, вівтарі, кадильниці, і пантоміма у виконанні священиків) нагадували про події, які відзначав християнський ритуал. Це були великі набори візуальних знаків, які могли бути використані для спілкування з переважно неграмотною аудиторією. Виступи переросли в літургійні драми, найбільш ранньою з яких є великодній троп  «Кого ви шукаєте» (Quem-Quaeritis), що датується бл. 925 р. Літургійну драму співали дві групи і вона не мала акторів — уособлень персонажів. Проте, десь між 965 і 975 роками, Етельвольд Вінчестерський написав Regularis Concordia (Монастирську угоду) , який містить невелику п'єсу в комплекті з вказівками для виконання.

## Перехід від Риму, 500—900 роки
Коли Західна Римська імперія остаточно зруйнувалась у 4-му і 5-му століттях н. е., римська влада перейшла до Константинополя і Східної Римської імперії, що пізніше дістала назву Візантійської. Хоча свідоцтв про візантійський театр збереглося небагато, вони показують, що мімічні сцени, пантоміма, сценки або читання уривків з трагедій і комедій, танці та інші розваги були дуже популярні. Константинополь мав два театри, які були у використанні принаймні до кінця 5-го століття н. е. Однак, справжнє значення Візантії в історії театру є збереження нею багатьох класичних давньогрецьких текстів і складання масивної енциклопедії Суда, з якої було отримано великий обсяг сучасної інформації про давньогрецький театр. Але в 6 столітті імператор Юстиніан I закрив всі театри.
Згідно бінарного мислення ранніх послідовників християнства, все, що не відносилось до Бога, належало дияволу; тому всі нехристиянські боги і релігії були визнані сатанинськими і були докладені зусилля у багатьох християнських країнах того періоду не тільки навернути євреїв і язичників, але і знищити дохристиянської установи і впливи. Твори грецької і римської літератури були спалені, тисячорічна Академія Платона була закрита, Олімпійські ігри були заборонені, і всі театри були закриті. Театр розглядався як диявольська загроза християнству через його незмінну популярність в Римі навіть серед новонавернених. Отці церкви, такі як Татіан, Тертуліан та Аврелій Августин охарактеризували сцену як інструмент диявольської змови, щоб згубити душі людей, а акторська гра була визнана грішною, тому що вважалася висміюванням Божого творіння.
Християнська Церква намагалась придушити театральні видовища шляхом прийняття законів, що забороняли і виключали римських акторів. Їм заборонялося мати контакт з християнськими жінками, власних рабів, або носити золото. Вони були офіційно відлучені від церкви, позбавлені таїнств, у тому числі шлюбу і поховання, обмовлялись і принижувались по всій Європі. Протягом багатьох століть потому священнослужителі наставляли паству не дозволяти цим раптом мандрівним акторам виступати в межах їх юрисдикції.
З 5-го століття Західна Європа поринула в період загального хаосу, який тривав (з коротким періодом стабільності в Імперії Каролінгів в 9 столітті) до 10-го століття н. е. Організована театральна діяльність в Західній Європі зникла. Невеликі мандрівні трупи, ймовірно, подорожували по Європі протягом всього періоду, але немає ніяких доказів, що вони зробили нічого, крім грубих сценок.
Гросвіта (бл.935-973), аристократичний канонік та історик в Північній Німеччині, написала шість п'єс за зразком комедій Теренція, але з використанням релігійних суб'єктів у 10-му столітті н. е. Комедії Теренція здавна використовувались в монастирських школах як приклади розмовної латини, але вони були сповнені розумних, спокусливих куртизанок і звичайних людських занять, таких як секс, кохання і шлюб. Для попередження критики з боку церкви, Гросвіта у передмові до свої колекції написала, що її моральною метою було врятувати християн від вини, яку вони відчувають під час читання класичної літератури. Їй рішення було імітувати «похвальні» подвиги жінок в п'єсах Теренція і викинути «стидобу». Ці шість п'єс є першими відомими п'єсами, складеними жінкою-драматургом і перші ідентифіковані західні драматичні твори пост-класичної епохи. Вони були вперше видані в 1501 році і мали значний вплив на релігійні та дидактичні п'єси XVI століття. Наступною за Гросвітою була Гільдеґарда Бінгенська (пом. 1179), бенедиктинська абатиса, яка написала Латинську музичну драму під назвою «Ordo Virtutum» 1155 року.
Анонімна язичницька п'єса «Querolus», написана бл.420 р., була адаптована у 12-му столітті Віталісом Блуа. В 12 ст. були написані і інші світські латинські п'єси, в основному у Франції, але також і в Англії («Babio»). Звичайно, існували й деякі інші вистави, які не були повноцінним театром; вони, можливо, були успадковані від оригінальних язичницьких культур (як відомо із записів духовенства, які не схвалювали таких фестивалів). Відомо також, що міми, менестрелі, барди, билинники і жонглери подорожували в пошуках нової аудиторії та фінансової підтримки. Не так багато відомо про репертуар цих виконавців і вціліло лише кілька письмових текстів. Одна з найвідоміших світських пєс є музична «Le Jeu de Robin et Marion», написана Адам де ла Аль в 13 столітті, для якої повністю зберігся оригінальний манускрипт з текстом, нотним записом і ілюмінуванням на полях — зображенням акторів в русі. Адам також написав ще одну світську пєсу, «Jeu de la Fueillee» в місті Аррасі (Франція), в якому театр процвітав наприкінці 12 та 13 століть. Вціліла пєса з Арраса — «Jeu de saint Nicolas» Жана Боделя (бл.1200).

## Театр Високого і Пізнього середньовіччя

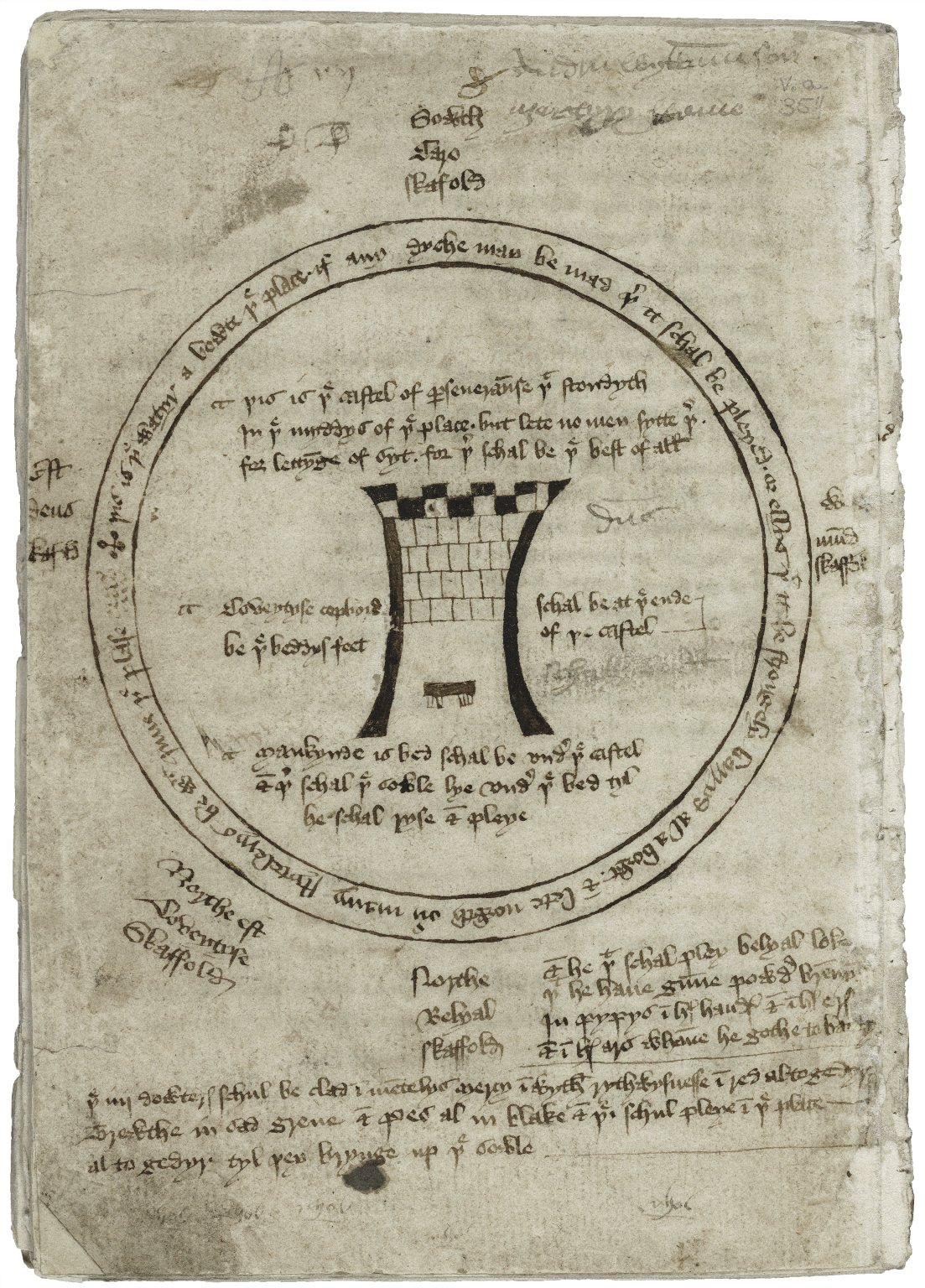
Зображення сцени з народного мораліте «Замок наполегливості» 15-го століття (з манускрипту Макро).

Після того як в середині 11 ст. припинилися завоювання вікінгів, літургійна драма поширилася Європою від Русі до Скандинавії до Італії. Тільки в завойованій мусульманами Іспанії літургійні драми не представлені взагалі. Незважаючи на велику кількість літургійної драми, які збереглися з тих часів, насправді багато церков давали виставу лише один або два разів на рік, а багато драм взагалі ніколи не ставились.
Для розвитку комедії особливо важливим стало  Свято дурнів. Фестиваль змінив статус малого духовенства і дозволив їм висміювати своїх начальників і рутину церковного життя. Іноді п'єси ставилися в рамках цієї нагоди і певна кількість Бурлеску і комедії, можливо, потрапила до літургійної драми внаслідок впливу свята.
Виконання релігійних п'єс поза церквою почалося десь у 12-му столітті за допомогою традиційно прийнятого процесу злиття коротших літургійних драм у більші п'єси, які потім були переведені на народну мову і виконувались мирянами і, таким чином, стали доступними для широких верств суспільства, включаючи робочий клас. «Таємниця Адама» (1150 р.) надає правдоподібність цій теорії, оскільки її повна режисура дозволяє припустити, що її ставили на відкритому повітрі. Зберігся ряд інших п'єс з тієї епохи, в тому числі «La Seinte Resurrection» (норманська), «Вистава волхвів-царів» (іспанська) і «Sponsus» (французька).
Економічні та політичні зміни у високому Середньовіччі призвело до формування гільдій і зростання міст; це призвело до значних змін в театрі, починаючи з цього часу і до пізнього Середньовіччя. Торгові гільдії почали ставити вистави, як правило, пов'язані з релігією, і часто про біблійну історію, яка згадувала їх професію. Наприклад, гільдія булочників ставила реконструкцію Таємної вечері. На Британських островах відомо про вистави в 127 різних міст у Середні віки. Ці народні «містерії» були написані в циклах великої кількості п'єс: Йоркські містерії (48 п'єс), Честерські (24), Вейкфілдські (32) і Невідомі (42), в Англії. У Франції та Німеччині збереглася більша кількість вистав того періоду, але якийсь вид релігійної драми виконувався у майже всіх європейських країнах пізнього Середньовіччя. Багато з цих п'єс містили комедію, чортів, лиходіїв і клоунів.
Більшість акторів у цих виставах були з місцевого населення. Наприклад, в Валансьєнні в 1547 році понад 100 ролей були надані 72 особам. Вистави ставилися на сценах-телегах, які були платформами, встановленими на колеса, що використовувались для переміщення декорацій. Часто вдягнені у свої власні костюми, артисти-аматори в Англії були виключно чоловіками, але в інших країнах виступали і жінки. Сцена-платформа дозволяла швидку зміну місця розташування.
Мораліте виникло як особлива драматична форма близько 1400 року і процвітала до 1550. «Замок наполегливості», яка зображує прогрес людства від народження до смерті. Хоча «Обиватель», можливо, є найвідомішим з цього жанру, він нетиповий у багатьох відношеннях. Обиватель отримує заклик смерті, намагається втекти і, нарешті, упокорюється з необхідністю. Попутно його полишають рідні, блага і дружба — тільки добрі справи йдуть з ним у могилу.
Світська драма в часи Середньовіччя також ставилась, першою з яких є «П'єса про альтанку» Адама де ла Аля 1276 року. Вона містить сатиричні сцени і народні оповіді, такі як феї та інші надприродні явища. Фарс також різко зріс в популярності після 13 століття. Більшість з цих п'єс походять з Франції і Німеччини і схожі за змістом і формою, підкреслюючи секс і тілесні виділення. Найбільш відомим драматургом фарсів був Ганс Сакс (1494—1576), що написав 198 драматичних творів. В Англії «Друга п'єса Пастухів» Вейкфілдського циклу є найбільш раннім відомим фарсом. Однак самостійно фарси з'являються самостійно лише в Англії 16 століття з творчістю Джона Хейвуда (1497—1580).
Значними предтечами розвитку Єлизаветинської драми були Камери риторів в Нижніх країнах. Ці товариства займалися поезією, музикою і драмою і проводили конкурси, щоб побачити, яке товариство може створити найкращі драми на задану тему.
Наприкінці пізнього середньовіччя, професійні актори почали з'являтися в Англії і Європі. Англійські монархи Річард III і Генріх VII утримували невеликі компанії професійних акторів. Їх п'єси виконувались у великому залі дворянських резиденцій, часто з піднятою платформою на одному кінці для глядачів і «екраном» на іншому для виконавців. Також важливими були вистави ряджених, які проводились під час Різдвяного сезону, і бали-маскаради при дворі. Ці маскаради були особливо популярні в часи правління Генріха VIII, який мав будинок ігрищ і управління ігрищ, засноване в 1545 році.

## Сцени

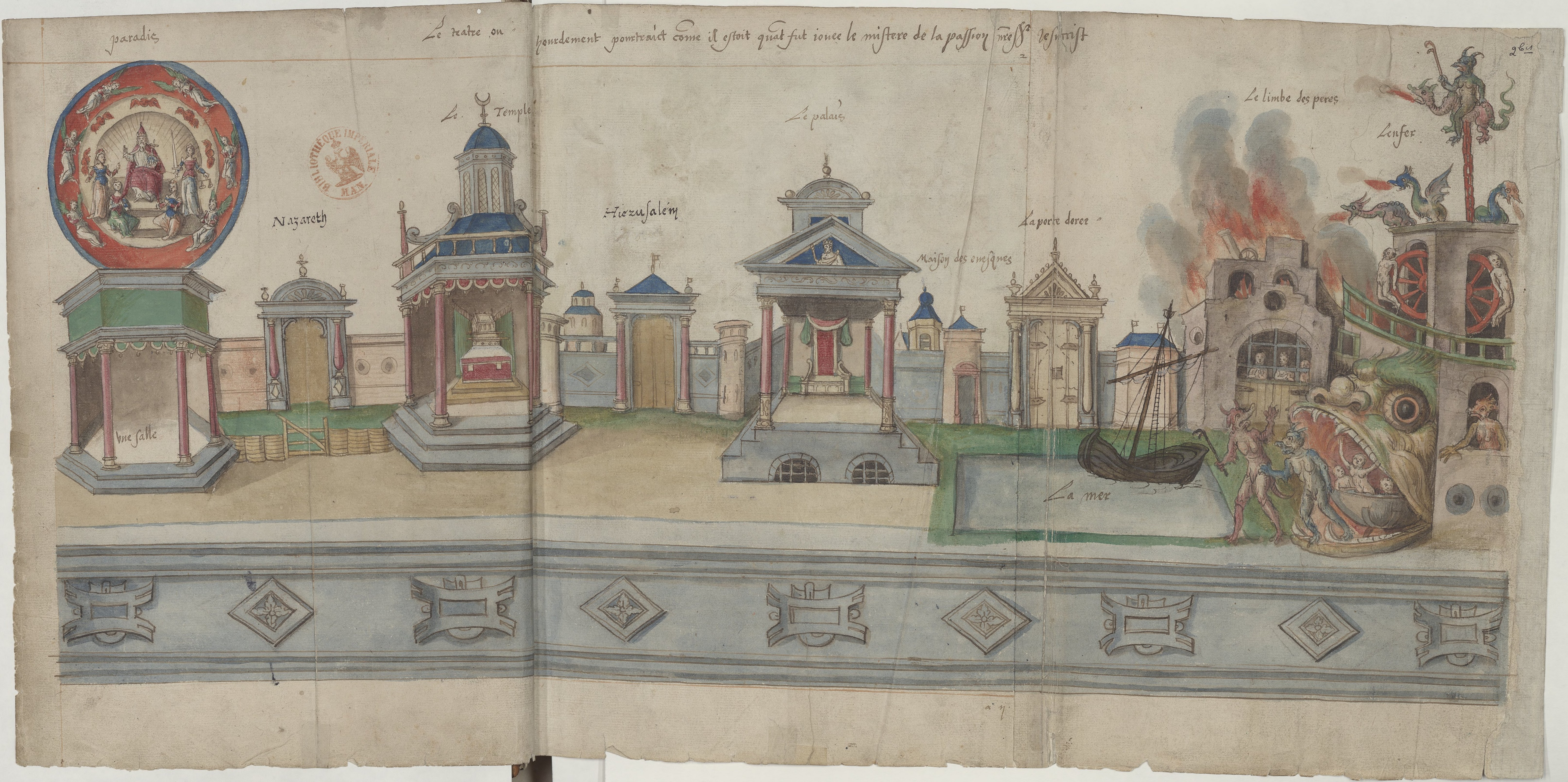
Валансьєннська вистава про Страсті Христові, зображення сцени роботи Юбера Кальє

В залежності від того, де відбувалась вистава, вони проводились посеред вулиці, на телегах-платформах на вулицях великих міст (це було незручно для акторів, тому що невеликий розмір платформи зробив сценічний рух неможливим), в залах дворянських домівок, або в колі амфітеатрів, судячи з нещодавніх знахідок археології в Корнуоллі і на південному заході Англії. Найбільш детальною ілюстрацією декорацій сцени містерії є фронтиспіс до «Страстей і Воскресіння Спасителя» роботи Юбера Кальє. Всі середньовічні сцени носили тимчасовий характер і повинні бути розбиратись після завершення виступів. Актори, в основному це були чоловіки, зазвичай носили довгий, темний одяг. Середньовічні п'єси, такі як Вейкфілдський цикл або Дігбі Магдалина, мали жвавий взаємозв'язок між двох різних областей, більш широкий простір перед піднятими платформами, і сами платформи (так звані локус і платеа). Як правило актори переміщувались між цими ділянками, що означало зміну сцени, а не залишались, як зараз, на місці, де декорації сцени змінюються довкола них.
Декорації, сценічне обладнання та костюми дозволяли більш реалістичне подання думки, яку вистава намагалась просувати, краще розуміння сцени для аудиторії.

## Зміни в період пізнього середньовіччя
Мінливі політичні та економічні фактори значно вплинули на театр в кінці Середньовіччя і початку сучасної епохи. По-перше, Протестантська Реформація в прагненні викорінити вірність Риму переслідувала театр, особливо в Англії. Наприклад, у Вейкфілді текст місцевого циклу містерій має ознаки протестантського редагування, де посилання на папу викреслені, а дві п'єси повністю виключені, тому що вони були занадто Католицькими. Однак театр того часу переслідували не лише протестанти. Так, на Тридентському соборі заборонили релігійні вистави в спробі приборкати позабіблійний матеріал, що часто додавали протестанти.
Відродження інтересу до стародавньої Римської і грецької культури змінило смаки освічених класів у виконавському мистецтві. Грецькі і римські п'єси знову почали ставитись, а нові п'єси були написані значною мірою під впливом класичного стилю. Це призвело до створення комедії дель арте і вплинуло на театр Відродження.
Зміна заступництва також спричинила радикальні зміни в театр. В Англії монарх і дворянство почали підтримувати професійні театральні трупи (у тому числі шекспірівські «Слуги лорда-камергера» і «Королівські слуги»), які обслуговували смаки їх покровителя вищого класу.
Нарешті, будівництво постійних театрів, таких як Театр у Лондоні, ознаменували важливий поворотний момент, адже постійні театри дозволяли більш складні постановки за декораціями, грою і змістом.

## Внесок у сучасний театр
Багато компонентів театру, що утворились в період Середньовіччя, продовжують бути включені в постановках по всьому світу донині, такі як використання просторіччя, спектакль, режисура і використання фарсу. Вистави народною мовою надали можливість залучення більш широкої аудиторії, серед яких були члени з сімей з низьким соціально-економічним статусом, які в іншому разі були б виключені з розуміння вистав.
Середньовічний театр відрізнявся від класичного театру підкресленим спектаклем (видовищем). Близько 1400 до н. е., драми вже виконувались зі спектаклем, тобто не залежали виключно від читання тексту, але включали музику, танець, костюми та сценографію. Спектакль більш пізнього середньовічного театру вимагав детальну режисуру, і ця еволюція врешті призвела до великих шекспірівських вистав. Вистави про Різдво Христове часто відбуваються під час різдвяного сезону, а багато шкіл та груп недільних шкіл регулярно розігрують з дітьми біблійні сцени. Відтворення страстей Ісуса Христа відбувається в усьому світі під час Великого посту. 